# Diocèse de Nice
Le diocèse de Nice (en latin : dioecesis Nicensis) est une Église particulière de l'Église catholique de France.
Érigé au IIIe siècle, c'est un diocèse historique de la Provence. Il appartient à la province de Marseille.
Depuis le 9 mars 2022, l'évêque du diocèse est Jean-Philippe Nault.

## Territoire
Le diocèse est supposé avoir été érigé au IIIe siècle. Il correspond aux limites administratives du département des Alpes-Maritimes, sauf les îles de Lérins qui relèvent de Fréjus ; quant aux paroisses de La Brigue, Libre, Piène et Tende, elles appartiennent toujours au diocèse de Vintimille, quoique administrées par Nice depuis 1947.
Actuellement le diocèse compte quarante-cinq paroisses pour les 163 communes de son territoire, réparties en douze doyennés. Quatre d'entre eux regroupent les paroisses de Nice.

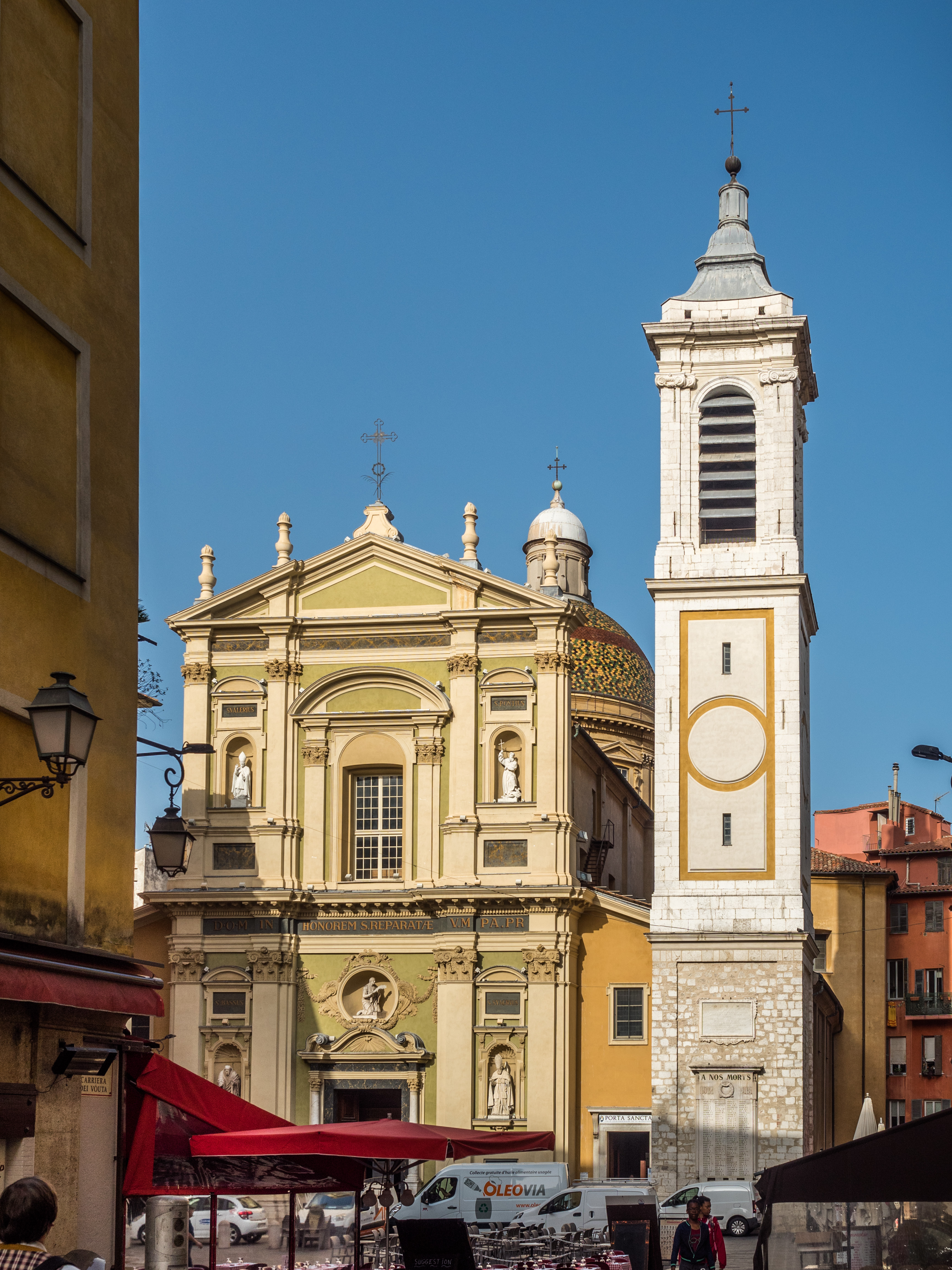
Cathédrale Sainte-Réparate de Nice.

## Histoire
Selon la tradition, Nice fut évangélisé par saint Barnabé, envoyé par saint Paul, ou par sainte Marie-Madeleine, sainte Marthe, et saint Lazare. Saint Bassus ou Basse est supposé être le premier évêque du diocèse.
Saint Bassus fut un martyr sous l'empereur Dèce. Pierre de Natali, évêque de Jesolo au XIVe siècle, rapporte dans un ouvrage publié en 1493 et consacré à Bassus, qu'il fut évêque de Nicaea dans la seconde moitié du IIIe siècle. En 1586, César Baronius, un historien italien, futur cardinal, mentionne cette ville comme « Nicaea ad Varum » ce qui confirmerait l'hypothèse que Bassus aurait été évêque de Nice. L'historien et homme d’Église niçois Pierre Gioffredo adopta cette thèse au XVIIe siècle.
Cependant, cette supposition est fortement mise en doute. Ainsi, la revue niçoise Nice-Historique assure que le texte publié en 1493 est « purement hagiographique » et non historique, et que le terme Nicaea est tellement ambigu qu'il fait croire à certains qu'il s'agit de Nice et à d'autres de Nicée. La revue soutient aussi que César Baronius n'a donné qu'une interprétation de ce terme, et qu'au IIIe siècle, Nice ne pouvait pas être le siège d'un diocèse. En effet, en 314, au concile d'Arles, la ville aurait été représentée par un simple diacre et un exorciste.
De plus, ces derniers ne signèrent pas « ex civitate Nicaensi » mais « ex portu Nicaensi », c'est-à-dire que Nice n'était alors pas une cité mais seulement un port, ce qui hypothèque sérieusement la possibilité que Nice ait été au siècle précédent le siège d'un diocèse. Néanmoins, s'il y avait un évêque à cette époque, il ne s'est peut-être pas déplacé à Arles et son nom n'est donc pas mentionné. Cette théorie n'est pas fantaisiste étant donné l'absence de plusieurs évêques successifs de Nice au Ve siècle lors des différents conciles d'Arles, de même que plusieurs successeurs de l'évêque de Marseille Proculus. La revue Nice-Historique indique également que jamais saint Basse ne fut l'objet d'une dévotion dans la cathédrale de Nice avant que l'Église ne décidât en 1922 ou 1923 que le saint soit honoré par la ville et qu'il en soit aussi protecteur, après sainte Réparate qui en est sa sainte patronne et saint Barnabé comme patron secondaire.
Toutefois, Marguerite et Roger Isnard signalent, dans leur Nouvel Almanach du Comté de Nice, qu'une chapelle portait le nom de Saint-Bassus à Nice vers 1600 et qu'un autel lui fut consacré dans la cathédrale Sainte-Réparate en 1640. De plus, une relique du saint serait conservée dans cette cathédrale depuis 1751.
Le premier évêque de Nice dont on a pu établir l'existence avec certitude est Armantius qui assista au concile d'Aquilée en 381. Cimiez, aujourd'hui un quartier de Nice, était parallèlement le siège d'un évêché de Cimiez. Vers le milieu du Ve siècle, il avait pour évêque saint Valerianus. Un rescrit du pape Léon Ier le Grand publié après 450 et confirmé par le pape Hilaire en 465, unifia les sièges de Nice et de Cimiez. Le nouveau siège ainsi formé devint par la suite suffragant de l'archevêché d'Embrun et le resta jusqu'à la Révolution française.
Lors de son passage à Cimiez, Charlemagne aurait fondé l'abbaye Saint-Pons de Nice, la plus grande abbaye des Alpes au Moyen Âge, à la demande de son neveu, l'évêque de Nice Siagrius. Cependant, il semblerait qu'il s'agisse davantage d'une légende que de faits historiques attestés. En 1073, Pierre, évêque de Vaison-la-Romaine, originaire d'une famille seigneuriale niçoise, fit don de ses terres de Drap à l'évêque de Nice de l'époque, Raimond. Depuis l'épiscopat de François Lambert (de 1549 à 1583), les évêques de Nice portent le titre de comtes de Drap. En 1616, l'évêque François Martinengo donna ses terres aux habitants de Drap sous réserve d'une importante somme d'argent en retour. Les dettes furent finies d'être payées en 1839 mais les évêques de Nice conservèrent leur titre de comtes de Drap jusqu'en 1963, année à partir de laquelle ce titre n'est plus usité.
Avec le concordat de 1801, le diocèse de Nice devint suffragant de l'archidiocèse d'Aix-en-Provence. Au retour du comté de Nice sous administration du roi de Sardaigne Victor-Emmanuel Ier en 1814, l'évêque de Nice fut suffragant de l'archevêque de Gênes. En 1860, le comté de Nice fut annexé à la France par plébiscite. Certaines parties du comté qui restèrent italiennes furent incorporées au diocèse de Vintimille. En 1862, le diocèse de Nice redevint suffragant de l'archevêché d'Aix-en-Provence.
Par un décret du 12 juin 1886, la Sacrée Congrégation consistoriale détache l'arrondissement de Grasse diocèse de Fréjus et le rattache à celui de Nice qui unit ainsi les trois anciens diocèses de Nice, de Grasse et de Vence.
Par le décret Pastoris aeterni du 30 avril 1868, la Sacrée Congrégation consistoriale réduit le territoire du diocèse de Nice par l'érection de l'abbaye territoriale Saints-Nicolas-et-Benoît (aujourd'hui, l'archidiocèse de Monaco) pour la principauté de Monaco.
Par un décret du 8 décembre 2002, le diocèse de Nice devient suffragant de l'archidiocèse de Marseille.

## Controverse

### Vente de bâtiments pour l'accueil de mineurs non accompagnés
En 2023, une polémique éclate à Carros (Alpes-Maritimes) concernant la vente de deux bâtiments appartenant au diocèse de Nice au département, destinés à l'accueil de mineurs non accompagnés. Le projet initial prévoye que le département achète ces bâtiments pour poursuivre l'accueil des mineurs et améliorer les conditions d'hébergement. Cependant, des groupes d'extrême-droite locaux, notamment la section locale du parti Reconquête, s'opposent à cette vente. Des tracts sont distribués sur la commune, dénonçant « la transformation d'un accueil provisoire en structure permanente ». Marion Maréchal se mobilise sur place pour critiquer le projet, évoquant un « grand remplacement local ».
Face à la controverse, le diocèse renonce finalement à la vente, ne souhaitant pas être « instrumentalisé ». Le maire de Carros dénonce un « coup politique » de l'extrême-droite, rappelant que le centre existait depuis 2017 sans poser de problèmes de sécurité. Cette affaire met en lumière les tensions autour de l'accueil des mineurs non accompagnés et l'influence des mouvements d'extrême-droite dans la région sur ces questions,.

## Abus sexuels

### Affaire Jean-Marc Schoepff
Le prêtre Jean-Marc Schoepff du diocèse de Nice est mis en examen et placé en détention provisoire le 22 novembre 2018 , à la suite d'une information judiciaire pour « agressions sexuelles sur mineurs par personne ayant autorité », mais le procureur de la République de Nice estime que les victimes pourraient être beaucoup plus nombreuses. Selon les informations du Monde, des signalements auprès de l’inspection générale et du collège dont Jean-Marc Schoepff était l'aumônier ont été ignorés. Le diocèse l'avait écarté des mineurs depuis 2017. Jean-Marc Schoepff nie les faits qui lui sont reprochés.
Le prêtre décède à l'âge de 67 ans d'un arrêt cardiaque avant la tenue de son procès,.

### Autre affaire
En juillet 2022, Guy Terrancle, ancien vicaire général du diocèse de Nice, « prélat d’honneur de sa Sainteté », est mis en cause dans une affaire de mœurs impliquant des viols d'un élève au lycée Chateaubriand de Rome,.

## Évêques originaires du diocèse  de Nice
- Norbert Turini, évêque de Perpignan-Elne
- Alain Paul Lebeaupin, nonce apostolique en Équateur (en) puis au Kenya (en)
- Jean-Louis Balsa, archevêque d'Albi, Castres et Lavaur
- Bernard Barsi, archevêque émérite de Monaco

## Statistiques
- En 1970, le diocèse comptait 652.000 baptisés pour 722.070 habitants (90,3%) servis par 496 prêtres dont 380 séculiers et 116 réguliers, et 116 religieux et 1.000 religieuses dans 240 paroisses.
- En 1999, le diocèse comptait 814.000 baptisés pour 1.018.700 habitants (79,9%) servis par 325 prêtres dont 226 séculiers et 99 réguliers, 15 diacres, 126 religieux et 419 religieuses dans 102 paroisses.
- En 2003, le diocèse comptait 750.000 baptisés pour 1.020.000 habitants (73,5%) servis par 291 prêtres dont 209 séculiers et 82 réguliers, 29 diacres, 99 religieux et 372 religieuses dans 128 paroisses.
- En 2016, le diocèse comptait	788.000 baptisés pour 1.226.000 habitants (64,3%) servis par 192 prêtres dont 144 séculiers et 48 réguliers, 41 diacres, 61 religieux et 217 religieuses dans 47 paroisses[21].

Au XXIe siècle, les paroisses sont regroupées et l'on constate une accélération de la chute des vocations surtout religieuses, ainsi qu'une stabilisation des baptêmes, par rapport à une augmentation significative de la population, ce qui diminue de façon inédite la part des catholiques dans la population générale du diocèse.